# 星野喜代治
星野 喜代治（ほしの きよじ、1893年（明治26年）11月11日 - 1979年（昭和54年）10月14日）は、日本の大蔵官僚、銀行家。銀行局検査課長を最後に退官し、朝鮮銀行副総裁を務める。第二次世界大戦終結後は同行の特殊清算人に選ばれ、第二会社として日本債券信用銀行の前身となる日本不動産銀行を設立し、頭取、会長を歴任。日債銀相談役。

## 生涯
略歴
福島県出身。父は酒造業を営み、その次男であった。会津中学、一高を経て1918年（大正7年）7月東京帝大を卒業。水野敏雄は中学以来の同級生である。在学中に文官高等試験に合格し、大蔵省に入省した。臨時調査局属。総務部総務課、外国為替管理部総務課、大臣官房秘書課のほか、銀行局の普通銀行課、銀行課、検査課で課長を務め、1938年（昭和13年）7月辞職。朝鮮銀行に入行し理事を経て副総裁を務める。4年弱の公職追放処分を受けたのち、閉鎖機関となった朝鮮銀行の清算を行い、1957年（昭和32年）3月には日本不動産銀行設立とともに初代頭取に就任。1961年（昭和36年）11月会長、1969年（昭和44年）10月相談役。1977年（昭和52年）10月に同行の名称が日本債券信用銀行と変更となったのちも、相談役として経営に携わった。
朝鮮銀行
星野は君島一郎の後任として1945年（昭和20年）2月に朝鮮銀行副総裁に就任し、総裁田中鉄三郎を補佐したが、ほどなくポツダム宣言受諾を迎える。同行はGHQによって閉鎖機関に指定され、日本銀行、閉鎖機関整理委員会、在外活動関係閉鎖機関特殊清算人とその主体を代えながら清算が進められた。
1952年（昭和27年）4月23日、星野は衆議院大蔵委員会に参考人として招致され、閉鎖機関指定の解除や朝鮮銀行関係者による清算、残余財産による新会社の設立を要望する。同月28日、サンフランシスコ講和条約が発効し、7月16日には、それまでの戦前の経営に関与した者を除外した清算が遅滞していたこと、また最終処理体制が未定という事態を解決すべく閉鎖機関令の改正が行われる。
1953年（昭和28年）11月、星野は特殊清算人に就任し約4年をかけて朝鮮銀行の最終清算を行った。補佐人は勝田龍夫、台湾銀行の清算人は上山英三であった。星野は旧職員に対する未払給与や退職金の支払なども行ったが、朝鮮銀行関係者は終戦間もない頃から第二会社の設立を望んでいた。自由民主党は中小企業振興対策として不動産金融専門銀行を設立するため、朝鮮銀行と台湾銀行の残余財産約100億円の活用を考慮していた。しかし大蔵省は清算終了後の納付金を予算に組み入れていたため、星野や勝田との間で交渉が重ねられ、「中小企業者に対し不動産抵当による長期資金の貸付および担保付社債に関する信託業務並びにこれらに付随する業務を主たる目的」とする日本不動産銀行の設立に至った。
人物
星野は戦後の会津会会長として、会津地方出身者の中心的存在であった。畑俊六が、東京裁判で戦犯指名を受け出頭するに際しては、小日山直登、高野源進らと送別の会を開いている。小山知一、小林美登利は中学時代の同級生である。